# Vouacapoua spinulosa
Vouacapoua spinulosa là một loài thực vật có hoa trong họ Đậu. Loài này được (Mart. ex Benth.) Lyons miêu tả khoa học đầu tiên năm 1900.